# Dehesa de Montejo
Dehesa de Montejo – gmina w Hiszpanii, w prowincji Palencia, w Kastylii i León, o powierzchni 43,78 km². W 2011 roku gmina liczyła 139 mieszkańców.